# トヨタ・ヴェロッツ
ヴェロッツ（VELOZ）は、トヨタ自動車とダイハツ工業が共同開発した7人乗り小型ミニバンである。インドネシア、マレーシア、ベトナムで生産が行われ、主に新興国市場で販売が行われている。

## 概要
2021年11月11日、インドネシアでアバンザの上位モデルヴェロッツが販売された。
2代目には『アバンザ ヴェロッツ』というグレードが存在していたが、今回のアバンザにはなく、その代わりヴェロッツが発売された。
インドネシアにおけるDNGA採用車種第2弾に位置づけられ、プラットフォームがDNGAとして初めてとなるBセグメント用の「DNGA-Bプラットフォーム」に刷新され、初のFFレイアウトを採用。室内長が2代目に比べて160mm拡大。また、トランスミッションには5MTに加えて「D-CVT」が採用された。タイヤが2代目よりも大径化され、外内装ともにスポーティーデザインとなった。さらに、予防安全装備「Advanced Safety Assist（日本名:スマートアシスト）」も設定された。
2022年10月18日、マレーシアで現地合弁会社ＵＭＷトヨタ・モーターから発売。マレーシアで完全ノックダウン方式で生産する。

2022年10月26日、ベトナムモーターショー2022でベトナムで販売するヴェロズクロス(ベトナムのみの名称)をベトナムで生産すると発表した。生産は12月から行う。

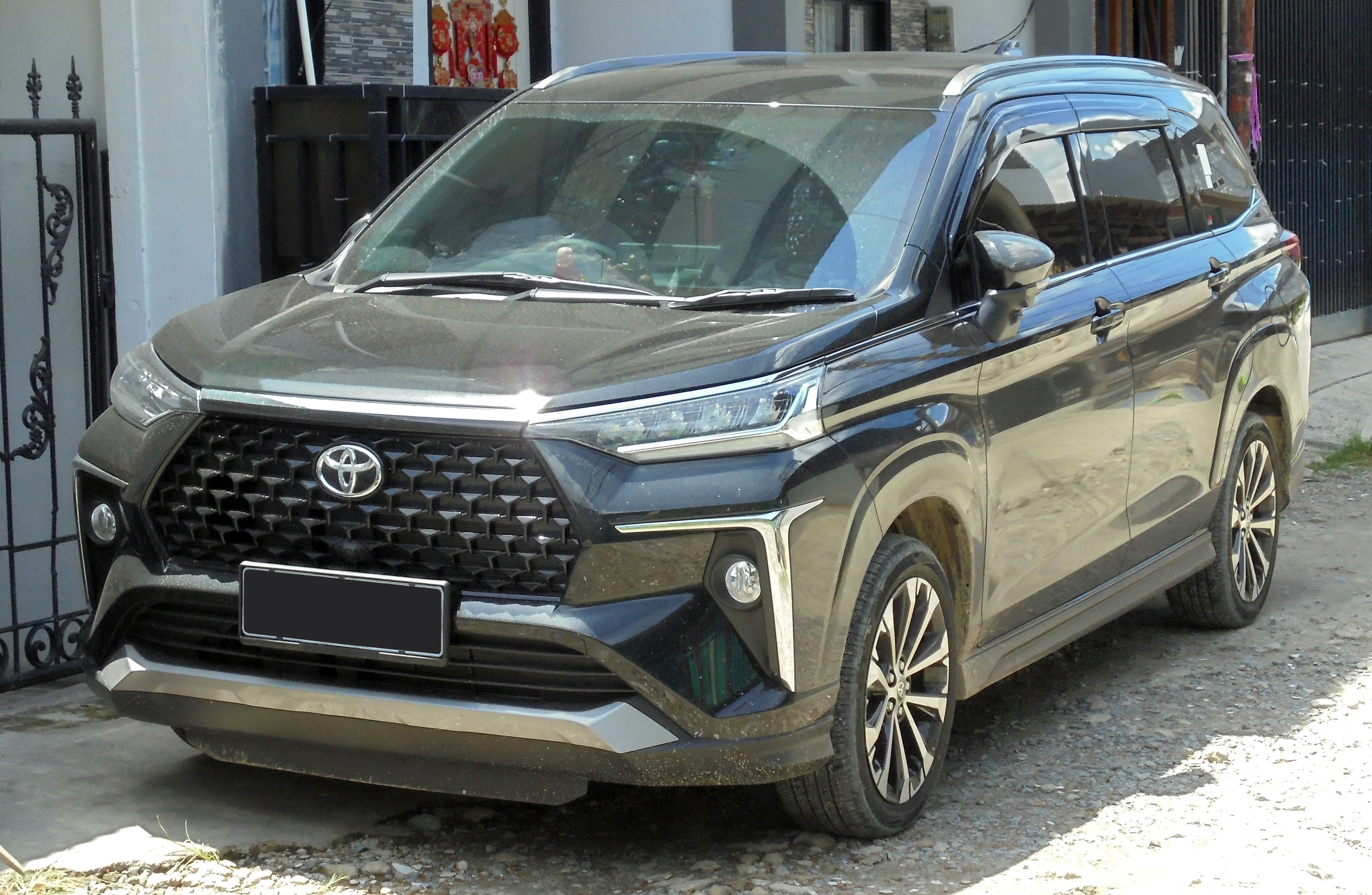
1.5 Qグレード（フロント）
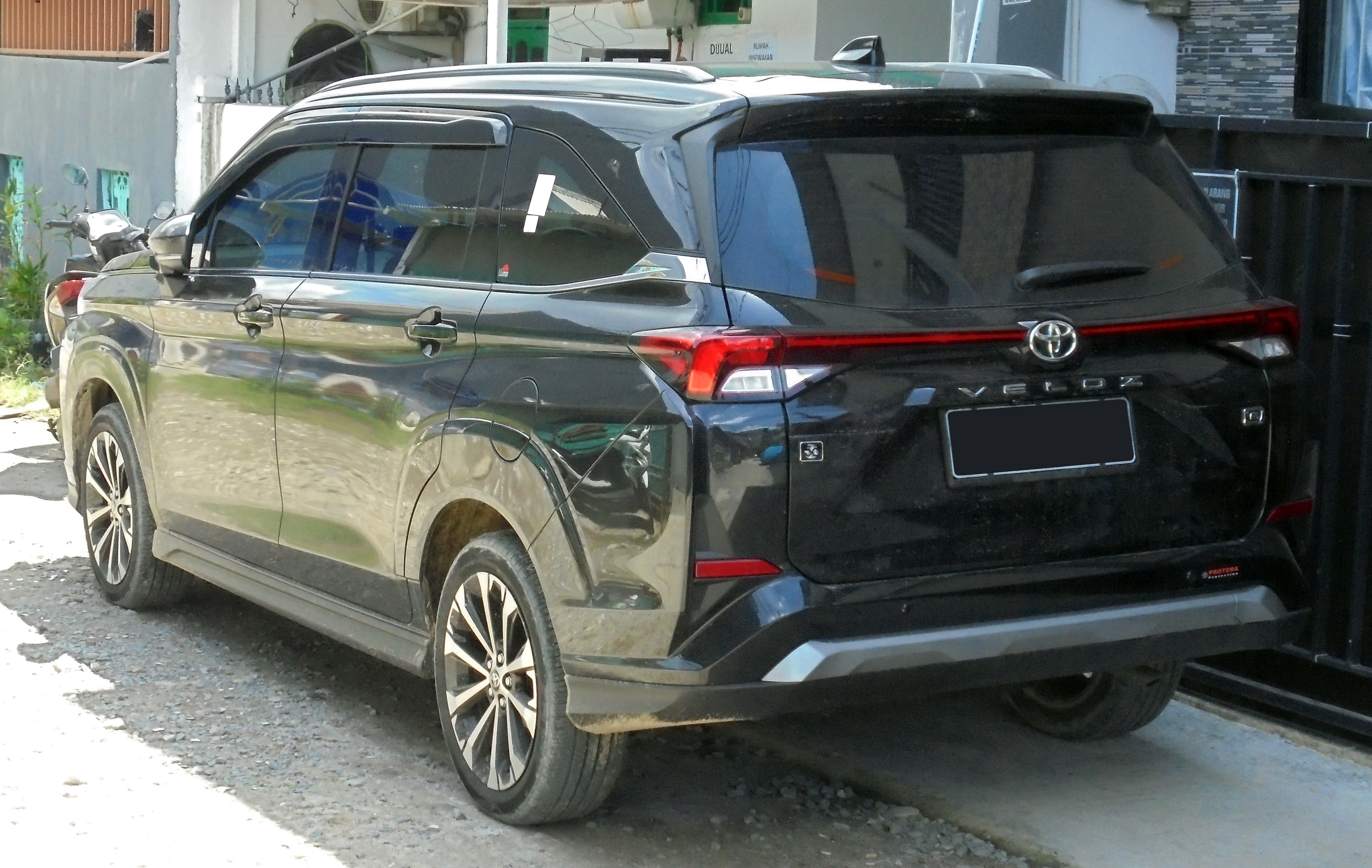
1.5 Qグレード（リア）
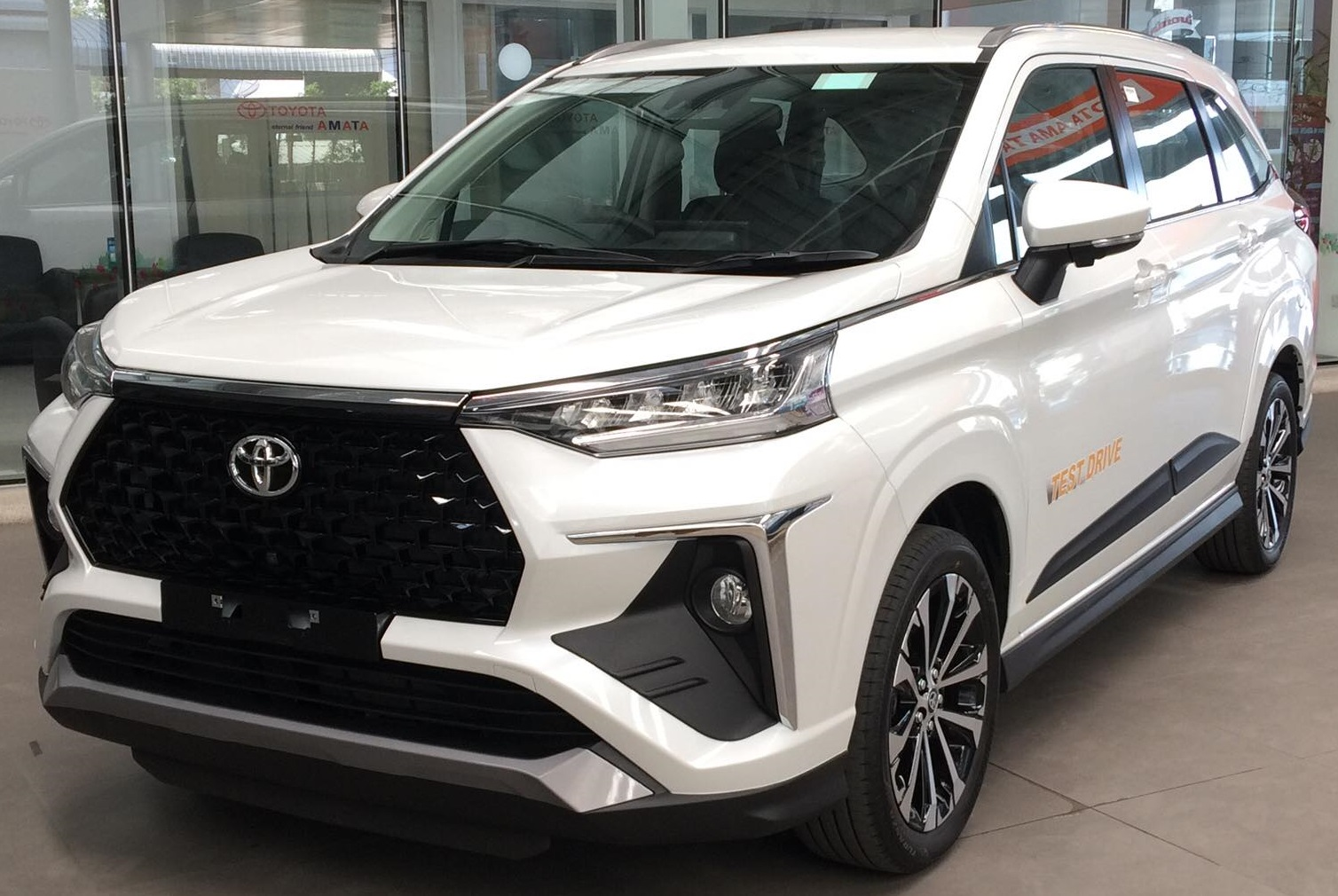
プレミアム（フロント）
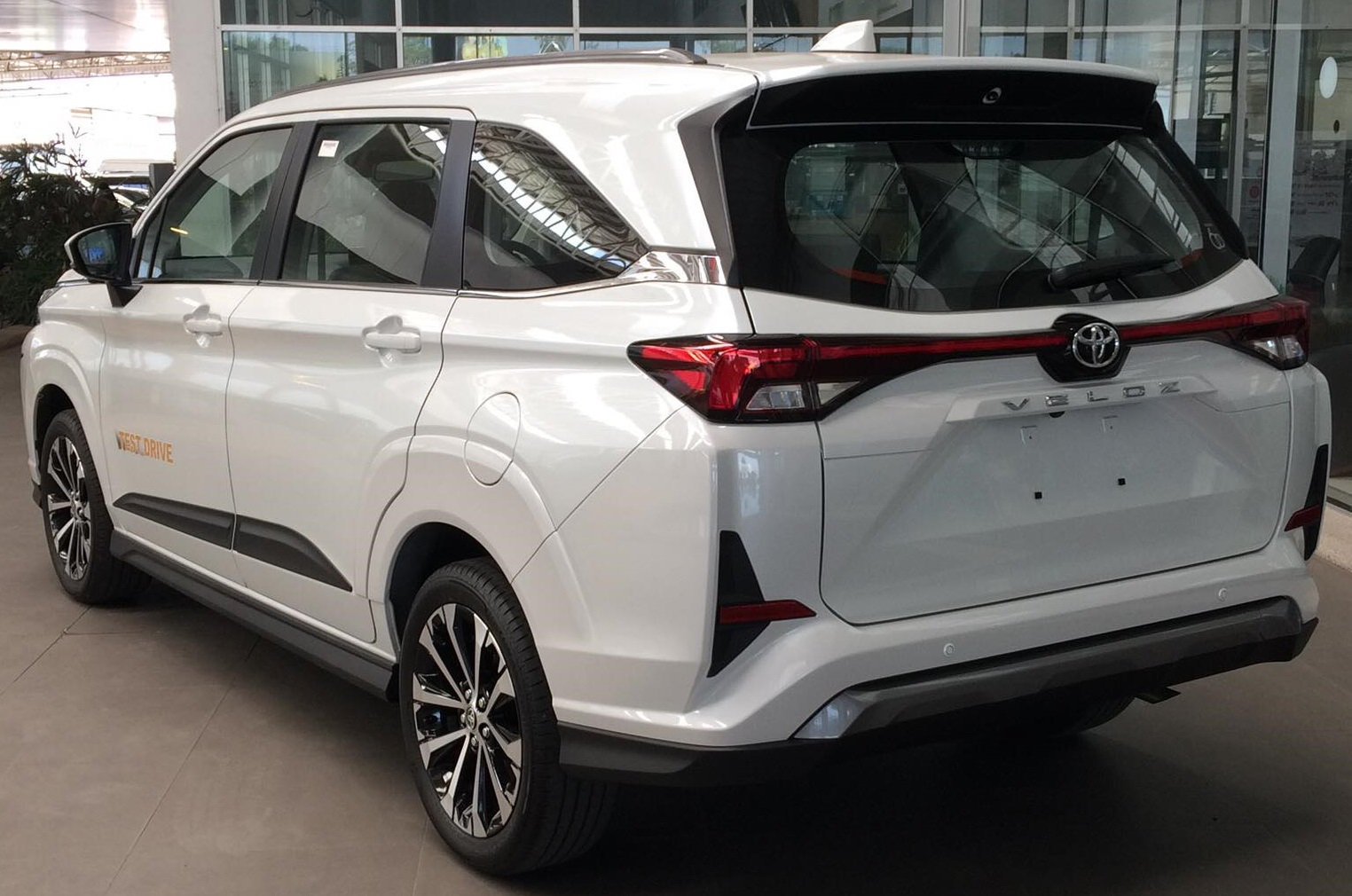
プレミアム（リア）
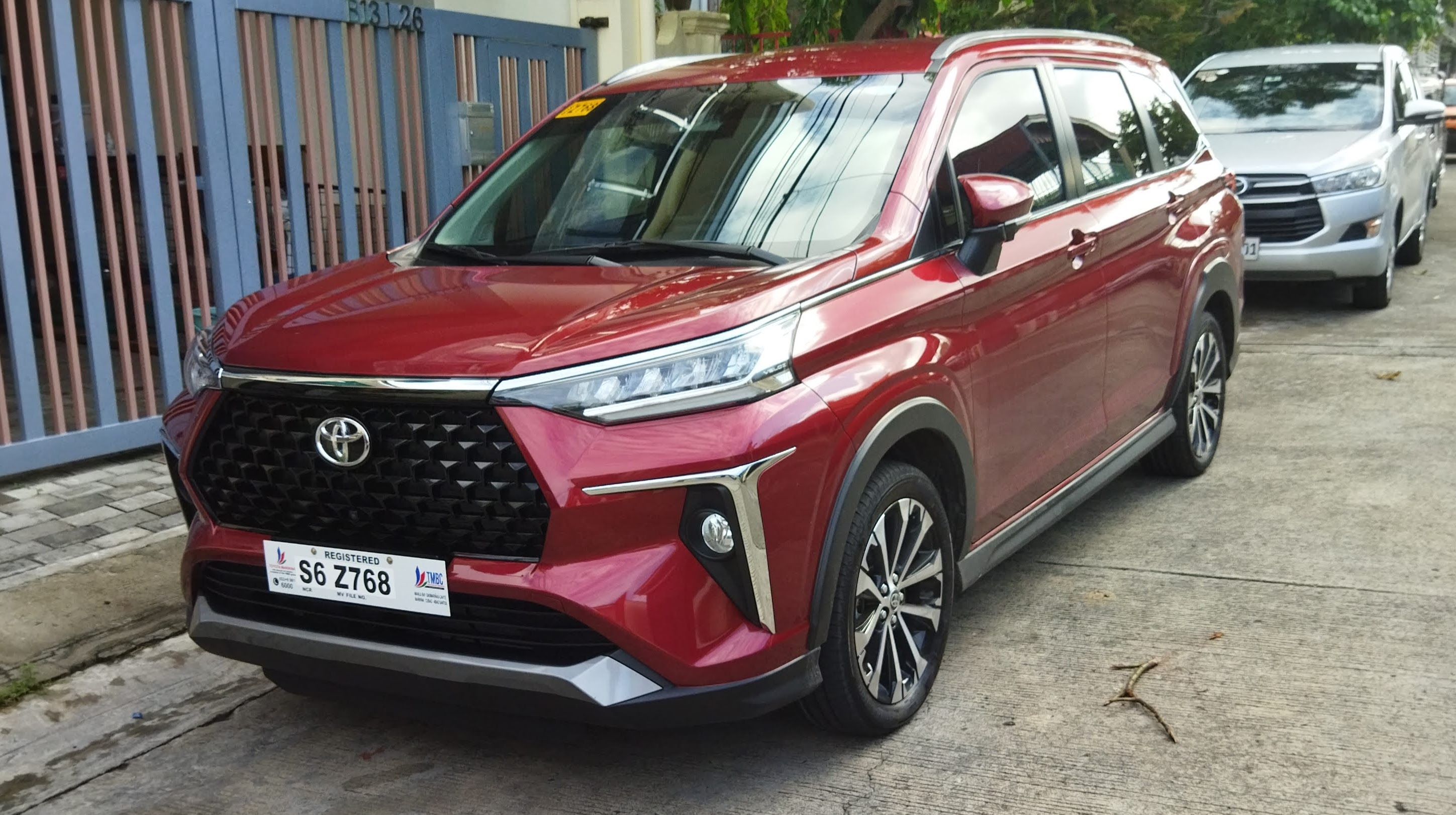
1.5（フロント）
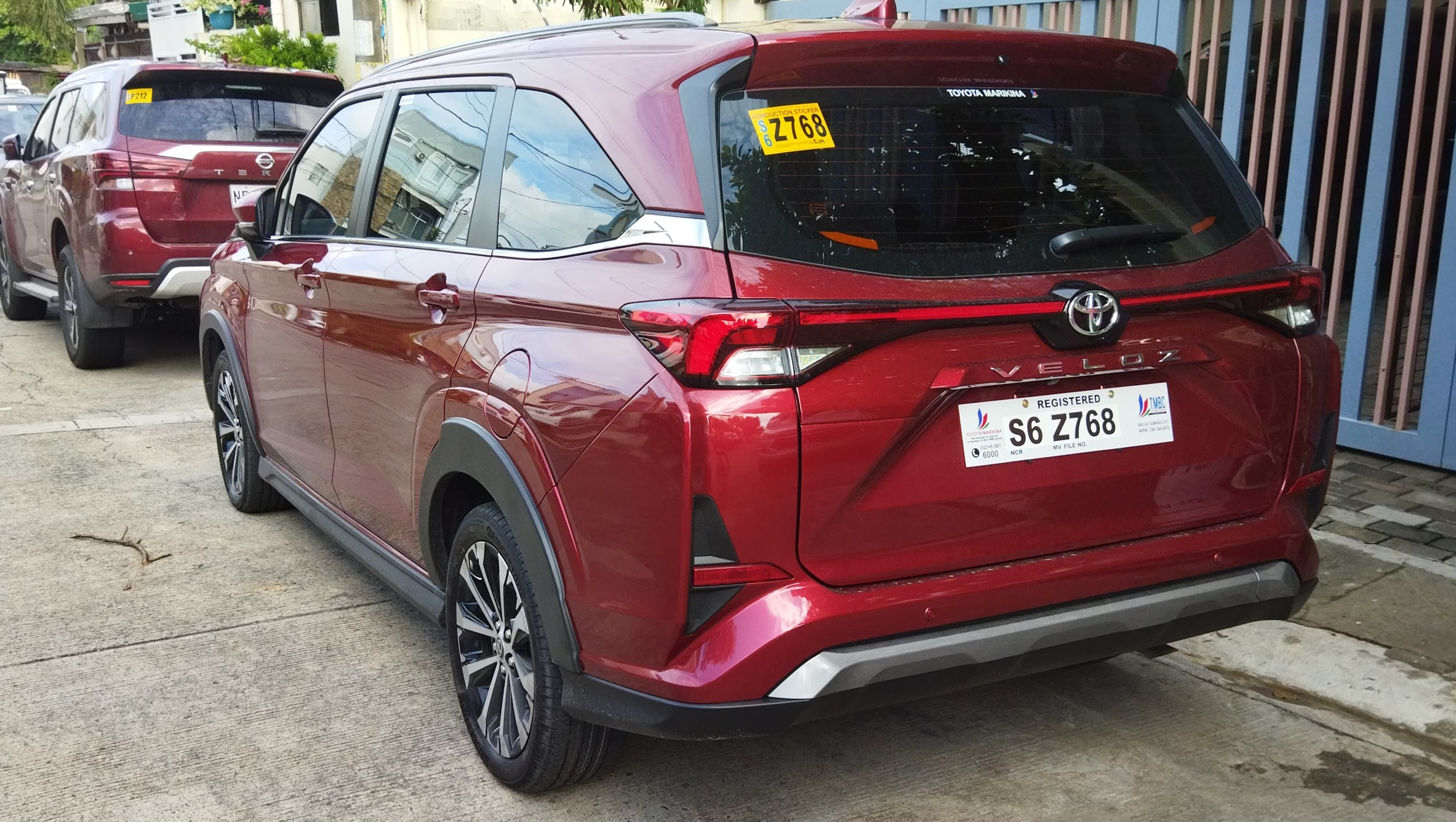
1.5（リア）

## 車名の由来
「VELOZ」は、英語の「Velocity」とスペイン語の「Velocidad」の造語。また、「速い」を意味する。